# کاره (ژیتوراجا)
کاره (به صربی: Kare) یک منطقهٔ مسکونی در صربستان است که در ژیتوراجا واقع شده‌است. کاره ۵۴ نفر جمعیت دارد.